# Internationale Agentur für Krebsforschung

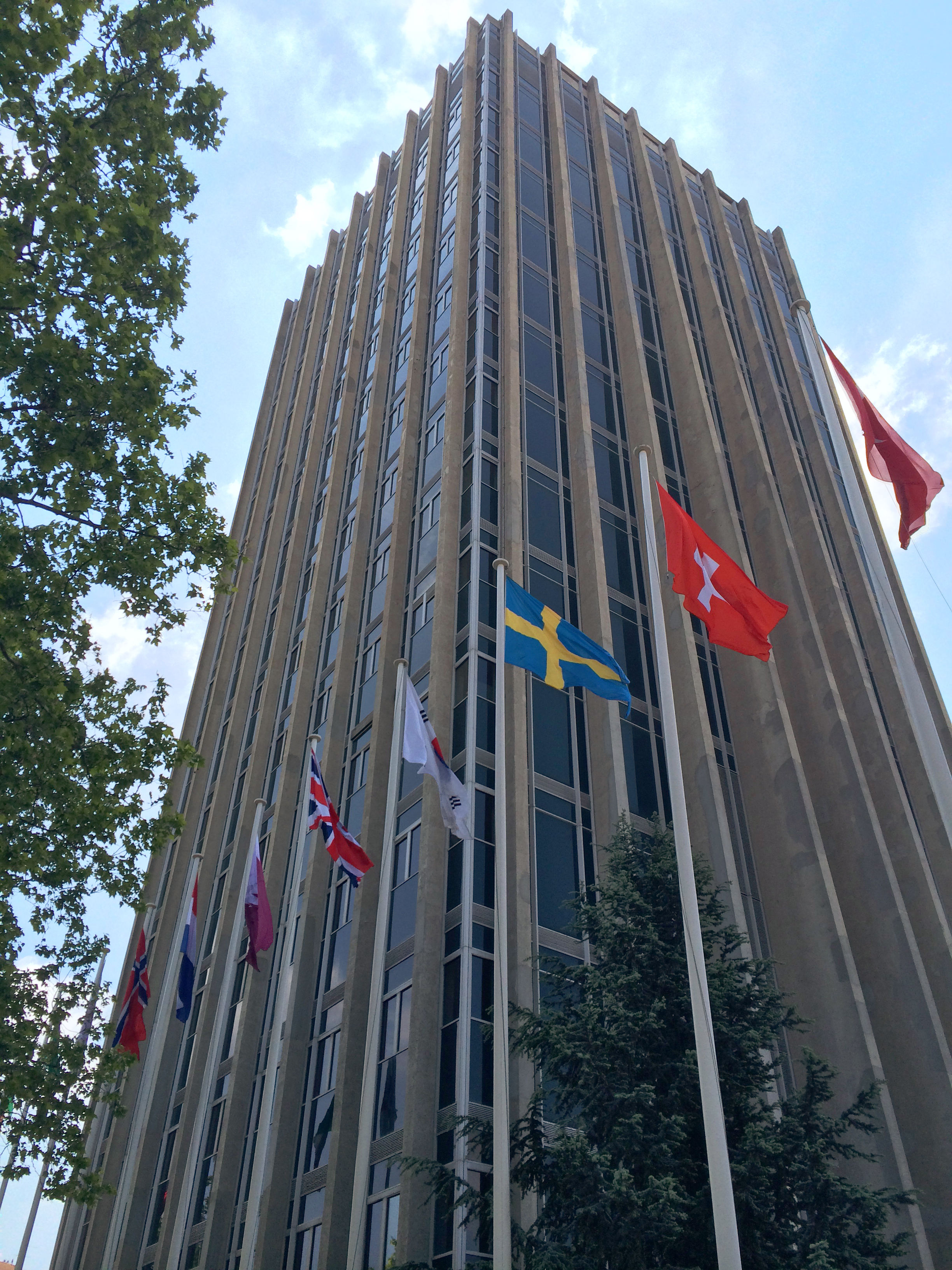
Sitz in Lyon

Die Internationale Agentur für Krebsforschung, kurz IARC (von englisch International Agency for Research on Cancer, französisch Centre international de recherche sur le cancer, CIRC) ist eine Einrichtung der Weltgesundheitsorganisation in Lyon/Frankreich. Die Gründung erfolgte 1965.

## Aufgaben
Die Hauptaufgabe der IARC ist die Leitung und Koordinierung der Erforschung der Ursachen von Krebserkrankungen. Die IARC führt eine Reihe von weltweiten epidemiologischen Studien über Krebs durch. Des Weiteren werden wissenschaftliche Präventionsstrategien entwickelt. Die IARC gibt eine Reihe von Monografien über Krebsrisiken heraus, welche nach Maßgabe der IARC-Präambel angefertigt werden. Bisher wurden 112 Bände veröffentlicht (Stand März 2015), wobei die Monographien der letzten 20 Jahre online verfügbar sind. Die Werke umfassen dabei Expositionen (auch berufsbedingt) mit verschiedenen Chemikalien (beispielsweise Formaldehyd, Bleiverbindungen, Glyphosat), physikalische Einwirkungen (beispielsweise ionisierende Strahlung, Wirkungen im Rahmen der elektromagnetischen Umweltverträglichkeit), biologische Krankheitserreger (beispielsweise Helicobacter pylori, Epstein-Barr-Virus) und durch die Lebensweise bedingte Faktoren (beispielsweise: Tabakgebrauch, Ethanolkonsum, Sonnenbaden).
Die IARC identifiziert in ihren Monographien hazards. Dies bedeutet, die Einschätzung des Potenzials einer bestimmten Substanz einen Schaden zu verursachen. Die Monographien werden dann im Kontext von Risikobewertungen verwendet, in welche weitere Faktoren wie sozioökonomische Aspekte oder nationale Schwerpunkte mit einfließen. Deshalb wird seitens der IARC keine Empfehlung im Hinblick auf nationale Gesetzgebungen gegeben. Die Einschätzung des risk, also die Wahrscheinlichkeit, dass ein schädlicher Effekt einer Chemikalie auftritt, ist Aufgabe der Stellen, die mit Risikobewertungen betraut sind.
Die IARC nimmt eine Einteilung von Chemikalien und deren Mischungen in fünf Kategorien, von bekanntermaßen krebserregend für Menschen bis wahrscheinlich nicht krebserregend, vor.
- Gruppe 1: karzinogen für Menschen
- Gruppe 2A: wahrscheinlich karzinogen
- Gruppe 2B: möglicherweise karzinogen
- Gruppe 3: nicht eingestuft
- Gruppe 4: wahrscheinlich nicht karzinogen (bisher nur Caprolactam)

Seit 1971 wurden 980 Wirkstoffe und Einflussgrößen untersucht, wobei 116 als krebserregend (Gruppe 1) und 360 als potenziell krebserregend (Gruppen 2A und 2B) für Menschen identifiziert wurden. Die Liste dieser Faktoren ist online verfügbar.
Die Forschung an der Behandlung von Krebs ist keine Aufgabe der IARC. Die Verhinderung (Prävention) von Krebserkrankungen steht im Fokus der Agentur.
Die IARC beteiligt sich an der Festlegung von Krankheitsbezeichnungen und Klassifikationen im Bereich der Tumorerkrankungen und gibt mit der WHO die Buchserie WHO Classification of Tumours – WHO-Klassifikation der Tumoren heraus. Diese Bände beruhen jeweils auf Konsensusmeetings ausgewiesener internationaler Experten und versuchen so, divergierende Klassifikationssysteme zu vereinheitlichen.

## Leitung des IARC
Seit Januar 2019 ist die brasilianisch-schwedisch-finnische Krebsforscherin Elisabete Weiderpass Direktorin am IARC.
Frühere Leiter:
- Christopher Wild (2009–2018)[19]
- Peter Boyle (2004–2008)
- Paul Kleihues (1994–2003)
- Lorenzo Tomatis (1982–1993)
- John Higginson (1967–1981)

## Weitere Informationen zum IARC
IARC geht auf eine Initiative führender französischer Personen des öffentlichen Lebens zurück, die Charles de Gaulle zur Einrichtung eines Krebsforschungsinstituts bewegten, das 1965 Teil der WHO wurde. IARC hat heute 25 Mitgliedsländer.
An der IARC arbeiten ca. 300 Mitarbeiter aus rund 50 Ländern im Hauptquartier in Lyon, wobei jedes Jahr zusätzlich viele Gastwissenschaftler und Praktikanten beschäftigt sind. Das zweijährliche Budget 2014/2015 beträgt rund 40 Millionen EUR. Zusätzlich werden pro Jahr im Durchschnitt rund 13 Millionen EUR für individuelle Forschungsprojekte eingeworben.